# Drahomíra Hofmanová
Drahomíra Hofmanová (* 24. srpna 1943 Zlín) je česká herečka, dcera malíře Karla Hofmana.
Pochází z umělecké rodiny, její matka byla ochotnickou herečkou, otec výtvarníkem. V dětství chtěla být tanečnicí, ale nakonec ze zdravotních důvodů zvítězilo herectví a výtvarné umění. Na uměleckoprůmyslové škole vystudovala kamenosochařství, v roce 1967 činoherní herectví na Janáčkově akademii múzických umění v Brně. Po absolutoriu školy hrála nejprve šest let v ostravském Divadle Petra Bezruče. Po svém druhém sňatku s divadelním režisérem Pavlem Hradilem odešla do Brna, kde už zakotvila natrvalo. Od roku 1973 byla členkou souboru činohry Státního divadla Brno.
Mezi její snad vůbec nejznámější filmové role patří hned ta první ve snímku režiséra Vojtěcha Jasného Všichni dobří rodáci z roku 1968. O dva roky později si zahrála hlavní roli ve snímku Kateřina a její děti. Více hereckých příležitostí než film jí poskytla brněnská a ostravské televize, kde si zahrála hned v několika televizních inscenacích a pohádkách.

## Filmografie, výběr
- 1968 Všichni dobří rodáci
- 1970 Kapitán Korda
- 1970 Kateřina a její děti
- 1975 Město nic neví
- 1979 Diagnóza smrti
- 1999 Návrat ztraceného ráje

## Televize
- 1969 Zimní pohádka (TV inscenace divadelní hry) – role: hospodyně Marie (natočeno podle jednoaktovky Runara Schildta Šibeničník)